# Герб Марокко
Герб Марокко був введений 14 серпня 1957 року. Автори герба — художники Готьє та Ено. Герб є щитом, який підтримують два леви, що стоять на задніх лапах. На щиті є зображення пентаграми зеленого кольору на червоному тлі, над якою — стилізоване зображення сходу сонця над горами Атлас. Щит вінчає королівська корона. Девіз, написаний арабською мовою на стрічці, говорить: «Якщо Ви допомагаєте Богу, він допоможе Вам» (араб. إن تنصروا الله ينصركم) (Коран, аят 7, сура 47).